# Шарап (Новокузнецький район)
Шара́п (рос. Шарап) — присілок у складі Новокузнецького району Кемеровської області, Росія. Входить до складу Загорського сільського поселення.

## Населення
Населення — 4 особи (2010; 16 у 2002).
Національний склад (станом на 2002 рік):
- росіяни — 82 %